# Aluminosilicaat

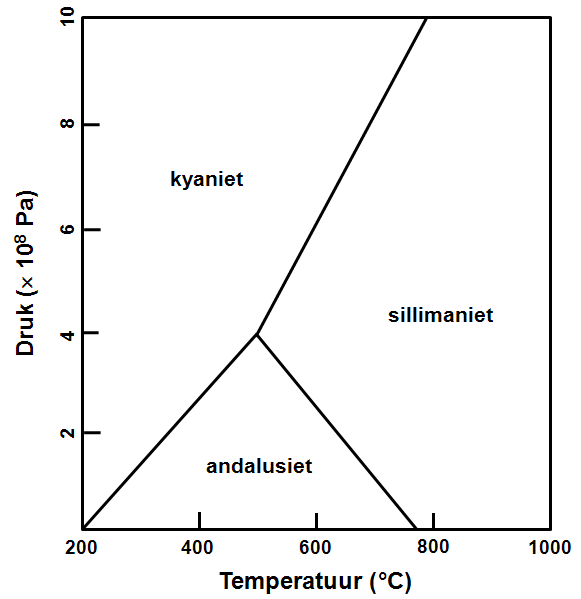
Fasediagram van de natuurlijk voorkomende aluminosilicaten.

Aluminosilicaten vormen een groep van mineralen, bestaande uit aluminium, silicium en zuurstof, aangevuld met specifieke kationen als tegenion (zoals kalium of ijzer). De groep vormt een onderdeel van de uitgebreide klasse silicaatmineralen en vormen de hoofdcomponent van kaolien en andere in klei voorkomende mineralen.
Andalusiet, kyaniet en sillimaniet zijn natuurlijk voorkomende aluminosilicaten met als brutoformule Al2SiO5. Het tripelpunt van deze drie polymorfen is gelokaliseerd bij een temperatuur van 500°C en een druk van 0,4 × 109 Pa. Andere belangrijke aluminosilicaten zijn de veldspaten en de veldspaatvervangers.
Gehydrateerde aluminosilicaten worden ook wel aangeduid als zeolieten en bezitten een poreuze structuur. Zij kunnen onder andere als katalysator gebruikt worden.